# Махмудова, Хадижа Мурвят кызы
Хадижа Мурвят кызы Махмудова (азерб. Xədicə Mürvət qızı Mahmudova; 6 июля 1929, Пришиб, Ленкоранский уезд — неизвестно) — советский азербайджанский табаковод, Герой Социалистического Труда (1950).

## Биография
Родилась 6 июля 1929 года в селе Пришиб Ленкоранского уезда Азербайджанской ССР (ныне город Гёйтепе Джалилабадского района).
С 1949 года — табаковод, звеньевая колхоза «Бакинский рабочий», с 1964 года — виноградарь совхоза «Бакинский рабочий» Джалилабадского района. В 1949 году получила урожай табака сорта «Трапезонд» 25 центнеров с гектара на площади 3 гектара.
Указом Президиума Верховного Совета СССР от 17 августа 1950 года за получение высоких урожаев табака в 1949 году Махмудовой Хадиже Мурвят кызы присвоено звание Героя Социалистического Труда с вручением ордена Ленина и золотой медали «Серп и Молот».